# La Chapelle-du-Mont-du-Chat
La Chapelle-du-Mont-du-Chat este o comună în departamentul Savoie din sud-estul Franței. În 2009 avea o populație de 251 de locuitori.

## Evoluția populației
| An        | 1975 | 1982 | 1990 | 1999 | 2006 | 2009 |
| --------- | ---- | ---- | ---- | ---- | ---- | ---- |
| Populație | 61   | 58   | 71   | 134  | 225  | 251  |